# Jordán (kommun)
Jordán är en kommun i Colombia.   Den ligger i departementet Santander, i den centrala delen av landet, 260 km norr om huvudstaden Bogotá. Antalet invånare är 1 164. Arean är 33 kvadratkilometer.
Terrängen i Jordán är varierad.